# Falso Cabo Horn

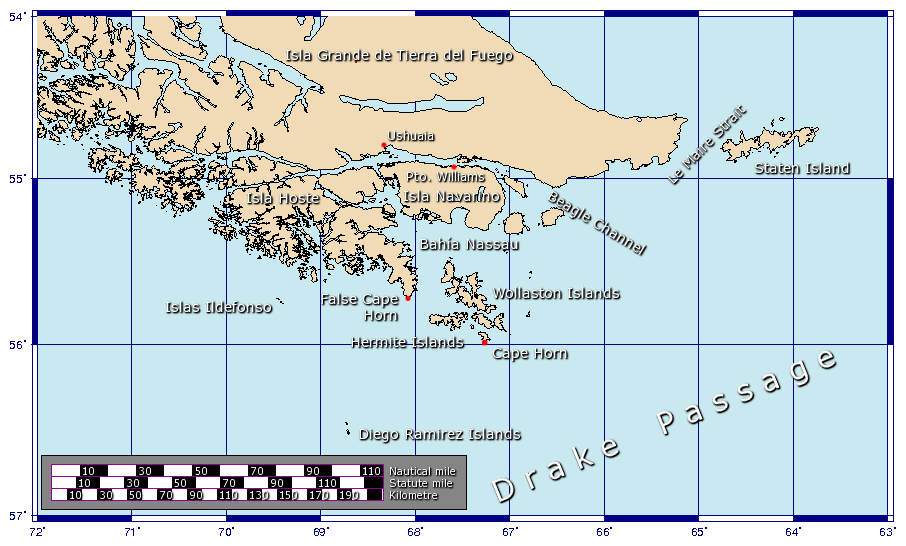
As ilhas nas proximidades do Cabo Horn, mostrando o Falso Cabo Horn.

Falso Cabo Horn ou Falso Cabo de Hornos é um cabo no sul da Ilha Hoste, 56 km a noroeste do Cabo Horn.  
O cabo é chamado Falso porque no tempo dos veleiros era muitas vezes confundido com o Cabo Horn. Os marinheiros que se aproximassem de oeste ao longo da rota clipper veriam este cabo primeiro e como a sua silhueta é parecida, julgavam ter chegado ao Horn, e chegavam às ilhas Wollaston, potencialmente perigosas para a navegação.